# هوندا انتيغرا
هوندا انتيغرا (بالإنجليزية: Honda Integra)‏ هي سيارة رياضية من صناعة هوندا أنتجت في 1985 وتوقف إنتاجها في 2006. تم تجميعها في سوزوكا، اليابان.